# Michail Leonidovič Gromov
Michail Leonidovič Gromov, in russo Михаил Леонидович Громов? (Boksitogorsk, 23 dicembre 1943), è un matematico russo, vincitore del premio Wolf nel 1993 e del premio Abel nel 2009.
Gromov ha ottenuto il dottorato nel 1973 a Leningrado, dove ha studiato con Vladimir Abramovič Rochlin. È un membro permanente dell'Institut des Hautes Études Scientifiques.
Gromov introdusse e sviluppò la nozione del gruppo iperbolico.